# سرچشمه کوگانک
سرچشمه کوگانک، روستایی از توابع بخش چنارود شهرستان چادگان در استان اصفهان ایران است.

## جمعیت
این روستا در دهستان چنارودجنوبی قرار دارد و براساس سرشماری مرکز آمار ایران در سال ۱۳۸۵، جمعیت آن ۱۲۶ نفر (۲۱خانوار) بوده‌است.  گفتنی است 90درصد اهالی این روستا بغییر از امار ثبت شده  فعلی در شهر های مختلف اصفهان ساکن می باشند،
که ساکنین آن از ایل بزرگ بختیاری  و از تیره ممصالح (محمد جلاالدین)چهارلنگ می باشند. روستا به دو قسمت شمالی و جنوبی تقسیم شده و از وسط آن آب چشمه ای که اسم روستا از آن برخاسته رد میشود تمام ساکنین این روستا ازیک ریشه میباشند که خود به صورت زیر می‌باشد 
حاجی اولاد امید علی ، اولاد گنجعلی، اولاد لطفعلی، اولاد ولی
{ عین الله2: اولاد خدارحم ، اولاد شمس الله}
{علی جان3: اولاد ثفتی، اولاد علی جان}

درود بر برادر مرادپور
درساختارایلی ؛ حاجی علی جان و فولاد ؛ تش محسوب میشوند
تش حاجی شامل اولادان ممدلی(کا لطفعلی؛ کربلایی ولی و نجف)؛ راه علی؛ گنجعلی؛ الله مراد؛ 
تش فولاد شامل اولادان عین الله (شمس الله)
و غیب الله(خدارحم) و قنبر(کلبعلی)
تش علی جان شامل اولادان کیماس؛ ثفتی(آمراد)

ممجلاردین از نسل اردشیر شبانکاره در دوران ساسانی 
E.ashkansalehi6981